# 井林辰憲
井林 辰憲（いばやし たつのり、1976年〈昭和51年〉7月18日 - ）は、日本の政治家、国土交通官僚。自由民主党所属の衆議院議員（5期）、京都大学非常勤講師。
衆議院財務金融委員長、内閣府副大臣、環境大臣政務官、内閣府大臣政務官を歴任した。

## 来歴
東京都出身。本籍地は静岡県榛原郡川根本町で、茶農家の5代目。芝中学校・高等学校、2000年京都大学工学部環境工学科卒業、京都大学大学院工学研究科修士課程修了。2002年、国土交通省に入省し、本省大臣官房、道路局で勤務した。2008年より沼津河川国道事務所調査第二課長。2010年、中部地方整備局地域道路課長を最後に国土交通省を退官。
2010年、自由民主党静岡県連が実施した候補者公募に合格し、2012年の第46回衆議院議員総選挙に静岡2区から自民党公認で出馬。民主党前職の津川祥吾らを静岡2区で破り、初当選した。2014年の第47回衆議院議員総選挙では、静岡2区で前回を上回る票を獲得し、民主党の新人らを破り再選。
2016年、第3次安倍第2次改造内閣で環境大臣政務官ならびに内閣府大臣政務官に任命された。2017年の第48回衆議院議員総選挙で3選。2021年の第49回衆議院議員総選挙で4選。
2023年9月、第2次岸田第2次改造内閣で内閣府副大臣に任命された。
2024年9月12日、自民党総裁選挙が告示され、9人が立候補した。井林は同じ麻生派の河野太郎ではなく、上川陽子の推薦人に名を連ねた。投票日前日の9月26日夜、麻生派幹部6人は都内のホテルに集まり、決選投票に高市早苗が残った場合は高市を支持する方針を決定した。会長の麻生太郎はさらに踏み込み、河野などの陣営に入っていた派閥メンバーに対し、側近議員を通じて「1回目の投票から高市に入れろ」と指示を飛ばした。同日22時半頃、産経新聞は、麻生が1回目の投票から高市を支援するよう自派閥の議員に指示を出したことをスクープした。9月27日総裁選執行。麻生は昼頃まで、自派閥で他候補の推薦人に名を連ねる議員にまで電話をかけ「1回目から高市で頼む」と訴えた。高市は1回目の議員投票で、報道各社の事前調査での30～40票を大きく上回る72票を獲得した。党員数と合わせた得票数は1位だったが、決選投票で石破茂に敗れた。井林は1回目は上川に投票し、決選投票については、中日新聞の取材に対し、投票先を公表しなかった。
同年10月27日、第50回衆議院議員総選挙で5選。同年11月28日、衆議院財務金融委員長に就任。2025年6月17日、野党提出のガソリン税の暫定税率の廃止法案の財務金融委員会での審議入りに応じなかったことを理由に、立憲民主党、日本維新の会、国民民主党、参政党、日本保守党、社会民主党の野党6党より井林の委員長解任決議案が提出された。翌日、衆議院本会議で採決が行われ、提出に加わらなかった日本共産党、れいわ新選組も賛成に回り、賛成多数で可決され、解任された。 後任には立憲民主党の阿久津幸彦が選ばれた。解任後の取材に井林は「（暫定税率廃止という）無謀な法案が、恐らく政治的には廃案になると思いますので、これは国民生活に貢献したということで、私は政治家冥利に尽きる」、「野党がですね、数の力を笠に着て横暴を行うということを国民の皆様に白日のもとに知らしめることができたということも含めて、政治家冥利に尽きる」と述べた。

## 政策・主張
- 日本国憲法の改正に賛成だが、第9条の改正については賛否を明らかにしていない[24]。2014年の第47回衆議院議員総選挙に際しては、9条の改正に反対していた[25]。
- 憲法への緊急事態条項の創設に反対[24]。
- 参議院議員通常選挙で隣接する県を一つの選挙区にする「合区」をなくすための憲法改正に反対[24]。
- 日本の原子力発電について「当面は必要だが、将来的には廃止すべき」としている[24]。
- 日本の核武装について「将来にわたって検討すべきでない」としており、非核三原則の「持ち込ませず」の部分についても「議論する必要はない」としている[24]。
- カジノの解禁に反対[24]。
- 受動喫煙防止を目的に飲食店等の建物内を原則禁煙とする健康増進法改正に賛成しており、「望まない受動喫煙は無くすべき」と述べている[26]。

## 政治資金
- 国からの補助金交付が決まっていた静岡市の総合物流会社「鈴与」から、2013年に井林が代表を務める自民党の静岡県第2選挙区支部に12万円の献金が行われていた[27]。政治資金規正法は補助金交付決定通知から1年間、政党や資金管理団体への寄付を禁じている[27]。鈴与は他にも、静岡県選出の上川陽子、望月義夫、勝俣孝明衆議院議員が代表を務める各支部に対して同様の献金を行っていた[27]。

## 所属団体・議員連盟
- 自民党たばこ議員連盟[28]
- 日本会議国会議員懇談会
- 神道政治連盟国会議員懇談会
- みんなで靖国神社に参拝する国会議員の会
- 自由民主党かつお・まぐろ議員連盟（事務局長）
- 国土情報基盤整備促進議員連盟（事務局長）

## 選挙歴
| 当落 | 選挙                   | 執行日         | 年齢 | 選挙区      | 政党       | 得票数     | 得票率 | 定数 | 得票順位 /候補者数 | 政党内比例順位 /政党当選者数 |
| ---- | ---------------------- | -------------- | ---- | ----------- | ---------- | ---------- | ------ | ---- | ------------------ | ---------------------------- |
| 当   | 第46回衆議院議員総選挙 | 2012年12月16日 | 36   | 静岡県第2区 | 自由民主党 | 10万8510票 | 43.86% | 1    | 1/4                | /                            |
| 当   | 第47回衆議院議員総選挙 | 2014年12月14日 | 38   | 静岡県第2区 | 自由民主党 | 12万9311票 | 59.94% | 1    | 1/3                | /                            |
| 当   | 第48回衆議院議員総選挙 | 2017年10月22日 | 41   | 静岡県第2区 | 自由民主党 | 13万857票  | 57.19% | 1    | 1/3                | /                            |
| 当   | 第49回衆議院議員総選挙 | 2021年10月31日 | 45   | 静岡県第2区 | 自由民主党 | 13万1082票 | 61.11% | 1    | 1/3                | /                            |
| 当   | 第50回衆議院議員総選挙 | 2024年10月27日 | 48   | 静岡県第2区 | 自由民主党 | 11万3419票 | 55.05% | 1    | 1/3                | /                            |